# 縄文百姓芸術団あらえびす
縄文百姓芸術団あらえびす（じょうもんひゃくしょうげいじゅつだんあらえびす、英表記: Jomon Band Alaebisu、漢表示: 新夷、略称：あらえびす）は、東出融が中心として作られた団体である。

## 活動内容

### 心体ワーク
横浜、名古屋、大阪、高知、山形、北海道、韓国、オランダ（アムステルダム）等でワーク実施。東出講師による心体ワーク（ディワーク工房カンパニーハーツ）。バレエエクササイズ、武術の稽古法、所作、母音の発声法、ゲーテの形態学、シュタイナーの人智学、心理学、人類学、インナー・マッスル、神経などをホリスティックな視点から身体作りを行っている。身体の筋肉構造・神経形態と、心理状態の繋がりを多面的に捉え、それらを生活の所作に取り入れ、個人に留まらない全体的な生活の創造を目指す。

### 自然ワーク
森林ワーク、カヤックキャンプ、特別部落講師を招いての講義などを年数回実施。
- 森林ワークでは、人の暮らしを原始レベルで追求し山形県の部落において山を開墾。体験に留まらない永続的な活動により、荒れた里山を再生させ野生動物が住みやすい環境作りを目指す。
- カヤックキャンプでは、カヤック技法を学ぶのはもちろんのこと、その中で水の流れを感じ身体操作を身につける。
- 特別部落講師による講義では、自然の驚異、年々急速に進む自然の異変をいち早く敏感に感じている者からのメッセージを受け取り、発信する事を目的としている。自然（動物）と人との守るべきルールを学び、部落での生き方を学ぶ。
- 冬には犬橇、かんじき歩き等の様々なネイチャーワークを年間で通して、人間本来備わっている狩猟的本能を身につけていき、新しい生活スタイルの構築を目指している。
- 2009年（平成21年）9月 - 第1回　森林ワーク～植えるべ先ぎさ繋がる種ばよ～（於：山形県東根市山林）
- 2010年（平成22年）
  - 5月 - 第2回 森林ワーク～星と森と魂の物語が生まれる村～（於：山形県東根市山林）
  - 7月 - 第1回 カヤックワーク～天と人と地を繋ぐ水の旅～（於：新潟県粟島）
  - 9月 - 第3回 森林ワーク～星と森と魂の物語が生まれる村～（於：山形県東根市山林）
  - 9月 - 第1回 特別部落講師（熊撃猟師）講義（於：山形県東根市山林）

### 奉納の舞
自然界へ畏敬の念と感謝を込めて舞を奉納。部落と人・人と芸術を繋ぐ、新しい祭りの創造を目指す。
- 2009年（平成21年）11月 - 奉納の舞（於：山形県東根市 田んぼ）
- 2010年（平成22年）
  - 7月 - 奉納の舞（於：山形県東根市 白水川ダム）
  - 11月 - 奉納の舞（於：山形県東根市 泉郷（沢渡））

YOSAKOIまつり
いでは組（東根市親善大使）への参加。東根温泉まつりやひがしね祭、全国規模の参加者を募るさくらんぼマラソンなど、多数のイベントに招待され演舞する。また、2008年（平成20年）8月、原宿表参道元氣祭り・スーパーよさこいで審査員特別賞受賞。その後、2009年（平成21年）～2010年（平成22年）と続けて表参道アベニューで演舞。